# Amerikai gengszter
Az Amerikai gengszter (eredeti cím: American Gangster) 2007-es amerikai bűnügyi film Ridley Scott rendezésében. A forgatókönyvet Mark Jacobson történetéből Steve Zaillian írta. A főszerepekben – valós személyeket megformálva – Denzel Washington és Russell Crowe látható.
Észak-Amerikában 2007. november 2-án, Magyarországon 2008. január 17-én mutatták be. Két Oscar- és három Golden Globe-díjra jelölték, köztük a legjobb filmdráma kategóriában.

## Rövid történet
Egy harlemi drogkirály a vietnámi háborúból visszatérő amerikai szolgálati gépeken csempészi a heroint az Egyesült Államokba, egy nyomozó pedig a gengszter kábítószer-birodalmának megbuktatására törekszik.

## Cselekmény
Senki sem figyelt fel Frank Lucasra, New York egyik legnagyobb fekete maffiavezérének hallgatag sofőrére. Ám mikor főnöke hirtelen meghal, Lucas a hatalmi szerkezet megnyitására törekszik, hogy felépítse saját birodalmát és megvalósítsa a maga amerikai álmát. Találékonyságának és szigorú üzleti etikájának köszönhetően átveszi az irányítást a belváros kábítószer-kereskedelme felett, elárasztva az utcákat egy a többinél tisztább anyaggal, jobb áron. A kívülálló zsaru, Richie Roberts elég jártas odakinn ahhoz, hogy megérezze a drogban utazó alvilágban történt hatalmi változásokat.
Lucast és Richie-t egyaránt köti saját etikai kódexe, ami elválasztja őket környezetüktől, magányos figurákká téve őket a törvény két ellentétes oldalán. E két férfi sorsa keresztezi egymást, midőn szemtől szembe kerülnek, de csak egyikük emelkedhet ki győztesen.

## Szereplők
| Szereplő         | Színész               | Magyar hang      |
| ---------------- | --------------------- | ---------------- |
| Frank Lucas      | Denzel Washington     | Galambos Péter   |
| Richie Roberts   | Russell Crowe         | Rátóti Zoltán    |
| Trupo            | Josh Brolin           | R. Kárpáti Péter |
| Huey Lucas       | Chiwetel Ejiofor      | Papp Dániel      |
| Dominic Cattano  | Armand Assante        | Mihályi Győző    |
| Nicky Barnes     | Cuba Gooding Jr.      | Kálid Artúr      |
| Lou Toback       | Ted Levine            | Balázsi Gyula    |
| Javier J. Rivera | John Ortiz            | Dányi Krisztián  |
| Laurie Roberts   | Carla Gugino          | Kerekes Andrea   |
| Mama Lucas       | Ruby Dee              | Andai Györgyi    |
| Moses Jones      | RZA                   | Varga Rókus      |
| Turner Lucas     | Common                | Viczián Ottó     |
| Stevie Lucas     | T.I.                  | Hamvas Dániel    |
| Alfonse Abruzzo  | Yul Vazquez           | Crespo Rodrigo   |
| Tango            | Idris Elba            | Faragó András    |
| Charlie Williams | Joe Morton            | Bácskai János    |
| Rossi            | Jon Polito            | Uri István       |
| Bumpy Johnson    | Clarence Williams III | Varga Tamás      |

## Háttér

### Az előkészületek
2000-ben a Universal Studios és az Imagine Entertainment megvásárolta Mark Jacobson a New York Magazine-ban közölt, The Return of Superfly című írásának jogait, amely Frank Lucas 1970-es évekbeli heroinkirály felemelkedését és hanyatlását taglalja. 2002-ben Steven Zaillian forgatókönyvíró egy 170 oldalas szkriptet mutatott be Ridley Scottnak, aki két filmet szeretett volna forgatni belőle, azonban nem kötelezte el magát rögtön a projekt mellett. 2003 novemberében a stúdió és a gyártócég Brian De Palmával kezdett tárgyalásokba a Tru Blu munkacímű film rendezéséról, Zaillian könyvéből. A munkálatok megkezdését 2004 tavaszára tűzték ki, azonban márciusban a Universal új megbeszéléseket kezdett Antoine Fuquával a rendezői posztról, illetve Denzel Washingtonnal Frank Lucas eljátszásáról. Májusban Benicio del Toróval folytak tárgyalások Richie Roberts nyomozó szerepének betöltéséről. Az új időpont a forgatás startolására 2004 kora ősze lett, a bemutatót pedig 2005. június 3-ára tűzték ki. 2004 szeptemberében Dania Ramirez szerepléséről kezdődtek egyeztetések az immáron Amerikai gengszter címet viselő filmben.
A Universal bejelentése szerint 80 millió dolláros költségvetéssel adott zöld utat az Amerikai gengszternek, ami később 93 millióra növekedett, amely 13 milliós pluszból 10 millió az előkészületekre ment el, 3 millióba pedig a munkálatok megkezdésének csúszása került. A rendezőhöz közeli forrás szerint ugyanakkor a büdzsé a kezdetektől 93 millió dollár volt. A kiadások minimalizálása érdekében a stúdió Torontóban kívánta forgatni a filmet New York City helyett, azonban Fuqua ellenezte a helyszínmódosítást. A Universal anyavállalata, a General Electric adókedvezményhez jutott a metropoliszban, így a film újfent New Yorkba költözött. Ez a váltás 98 millióra emelte a költségvetést. A rendező szeretett volna felvenni egy vietnámi jelenetet Thaiföldön, s olyan ismert neveket szerződtetni kisebb szerepekre, mint Ray Liotta és John C. Reilly. A stúdió költségvetéssel kapcsolatos aggodalmai miatt átírta a forgatókönyvet az előkészületi fázisban. A rendezőnek ekkor még nem volt listája a jelenetfelvételek rendjéről és a végső forgatási helyszínekről, s nem voltak mellékszereplők sem leszerződtetve.
2004. október 1-jén, négy héttel a forgatás megkezdése előtt Fuquát kirúgták. Ezt a stúdió kreatív különbségekkel indokolta. A rendező távozása után a Universal Peter Berggel vette fel a kapcsolatot, amely választásra Denzel Washington is áldását adta. Azonban a stúdió végül törölte a film elkészítését, s az okok között időkorlátokat és kreatív elemeket nevezett meg. Ez a stúdiónak 30 millió dollárjába került, amiből 20 millió járt Washingtonnak, 5 pedig Del Torónak, szerződésük értelmében. Az Entertainment Weekly az írta, az elbocsátott rendezőhöz közel álló források szerint Fuqua a film elkészítésébe vetett ambíciója alapvetően arra irányult, hogy egy afroamerikai rendező és egy afroamerikai sztárszínész készítsen egy nagyköltségvetésű filmet, amely Oscar-díjakra is esélyes lehet.
2005 márciusában az Amerikai gengszterbe új életet leheltek, lévén a Universal és az Imagine tárgyalásokat kezdett Terry George rendezővel Zaillian forgatókönyvének átdolgozásáról és a film rendezéséről, 50 millió dolláros célzott kerettel. Májusban megkeresték Don Cheadle-t Frank Lucas szerepével, noha az ajánlattal várni kívántak, míg George befejezi a szkript átírását. Brian Grazer producer és az Imagine ügyvezetője, Jim Whitaker George ellenében döntött végül, s visszatértek Zaillian változatához. 2006 februárjában Ridley Scottal kezdődtek meg tárgyalások a rendezésről. Washington visszatért Lucas szerepébe, míg Richie Roberts alakítójaként Russell Crowe vált esélyessé.

### A forgatókönyv
Scott és Crowe között többször szóba került a szkript, miközben a Bor, mámor, Provence-on dolgoztak Franciaországban, s ezt követően elkötelezték magukat a film mellett. A rendező számba vette Zaillian forgatókönyvét, Terry George átírását és Richard Price változatát is, aki Antoine Fuquával dolgozott a projekten. Scott Zaillian megközelítését preferálta, így ezt választotta az irányzéknak. A megvalósítás tekintetében azzal a kihívással szembesült, hogy Lucas és Roberts karaktere a forgatókönyvben nem találkoznak, csak húsz perccel a film vége előtt. A direktor így a két szereplő magánéletét kezdte boncolgatni, hogy mindkettőjük folyamatosan, felváltva jelen legyen a vásznon. Frank Lucas családjához fűződő viszonya és Richie Roberts működésképtelen házassága került a forgatókönyvbe háttértörténet gyanánt.

### A szereplők
Scott Frank Lucas és Richie Roberts figurájának paradox értékei miatt vállalta el az Amerikai gengszter rendezését. A film részben a „gonosz gengszter” viszonylag etikus üzleti gyakorlataira és a nőcsábász, megromlott házasságban élő, „jótét lélek” rendőrnyomozóra fókuszál. Washington, aki általában nem rajongója a gengszterfilmeknek, akkor döntött Lucas eljátszása mellett, mikor nyilvánvalóvá vált, hogy „karakterének íve” úgy végződik, hogy Lucas megfizet tetteiért. Crowe-t korábbi, a rendezővel közös munkái vonzották a filmhez, így a Bor, mámor, Provence és a Gladiátor. A munkálatok megkezdését 2006 nyarára jelölték ki. Felkészülésképpen a színészek találkoztak szerepeik ihletőivel. Washington felvette Lucas déli akcentusát, míg Crowe igyekezett elsajátítani Roberts beszédstílusát és testbeszédét, felvételt is kérve minderről, hogy segítségére legyen a gyakorláshoz. 2006 márciusában a stúdió felkérte Steven Zailliant az Amerikai gengszter forgatókönyvének újraírására. Olyan értesülések kaptak szárnyra, hogy Washington újabb 20 milliót kapott, mikor újfent zöld utat adtak a produkciónak, de mindez valótlannak bizonyult. A Variety szerint a színész a részesedése fejében írta alá a szerződést.

### A forgatás
Ridley Scott több tévés reklámfilmet készített a '60-as és '80-as években, akkor, amikor az Amerikai gengszter játszódik. A rendező szerette volna elnyomni a „Beatles”-légkört és helyette egy kopottasabb atmoszférát alkotni New Yorkban. A díszleteknek és a jelmezeknek hangsúlyos szerepe volt abban, hogy felső-Manhattan utcái a '60-as évek végi, '70-es évek eleji mivoltukat idézzék. Denzel Washington 64 jelmezcserén esett át.
Az Amerikai gengsztert 180 helyszínen vették fel, New York öt városrészében, ami szokatlanul nagy szám ilyen téren. Hozzávetőleg 50-60 színtért hasznosítottak csak Harlemben. A rendező több olyan külső helyszínt is talált, ami az 1940-es évek óta érintetlen maradt, s a higiéniai aggodalmak ellenére ezeken is forgattak. A film összes helyszíne autentikus, kivéve Lucas kávézóját, amit díszletként építettek fel a 122. utca és a Lenox Avenue északkeleti sarkán. A harlemi forgatást Scott meglehetősen nehéznek találta, mivel a terület tele van széles sugárutakkal, amelyek betonburkolata és a fák hiánya kevés lehetőséget hagyott a többféle beállításnak.

## Filmzene
2007 áprilisa és májusa között Marc Streitenfeld zeneszerző rögzítette az Amerikai gengszter instrumentális filmzenéjét 80 fős zenekarral, illetve akusztikus elő-felvételeket, melyeket ő maga adott elő. A hivatalos filmzene-albumot a Def Jam Recordings adta ki, s többek között Bobby Womack, a The Staple Singers és a Sam & Dave számai hallhatók rajta.
Denzel Washington kezdetben nyomást gyakorolt Brian Grazer producerre, hogy Jay-Z készíthesse el a lemezt, azonban Grazer és Scott ragaszkodott az eredeti felálláshoz, amivel a zene megőrizheti az 1970-es évekbeli hitelességét. Egy korábbi Jay-Z-dalt, a „Heart of the City (Ain't No Love)”-ot ugyanakkor felhasználták a film előzeteséhez. A hiphop előadó az Amerikai gengszter bemutatójával egy időben kiadott egy a filmtől független, de azzal megegyező című albumot, amelyet a produkció ihletett.

### Számlista
1. „Do You Feel Me” – 3:56
  - előadja Anthony Hamilton
2. „Why Don't We Do It in the Road?” – 3:46
  - előadja Lowell Fulson
3. „No Shoes” – 2:24
  - előadja John Lee Hooker
4. „Across 110th Street” – 3:47
  - előadja Bobby Womack
5. „Stone Cold” – 4:06
  - előadja Anthony Hamilton
6. „Hold On I'm Comin'” – 2:31
  - előadja a Sam & Dave
7. „I'll Take You There” – 4:34
  - előadja a The Staple Singers
8. „Can't Truss It” – 4:39
  - előadja a Public Enemy
9. „Checkin' Up on My Baby” – 2:12
  - előadja Hank Shocklee
10. „Club Jam” – 3:10
  - előadja Hank Shocklee
11. „Railroad” – 2:20
  - előadja Hank Shocklee
12. „Nicky Barnes” – 3:11
  - előadja Hank Shocklee
13. „Hundred Percent Pur” – 2:13
  - előadja Marc Streitenfeld
14. „Frank Lucas” – 2:40
  - előadja Marc Streitenfeld

## Bemutató

### Bevételek
A bemutató előtt több mint két héttel a film egy screenere felkerült az internetre. Az Egyesült Államokban és Kanadában 2007. november 2-án debütált a film 3054 filmszínházban. A toplista tetején indított, 43,6 millió dolláros bevétellel, maga mögé utasítva a Mézengúz című animációs filmet. Brandon Gray, a Box Office Mojo munkatársa rámutatott, az Amerikai gengszter az első bűnügyi történet, ami 30 millió dollár feletti összeget termelt első hétvégéjén, s egyben a legmagasabb nyitást jegyzi Denzel Washington és Russell Crowe karrierjében egyaránt. A film végül 130 millió dolláros bevételre tett szert csak hazájában, s további 135 milliót gyűjtött a világ többi részén.

### Kritikai fogadtatás
A filmet a kritikusok nagy többségben kedvezően fogadták. A Rotten Tomatoes oldalán listázott vélemények 79%-a pozitívan viszonyul az Amerikai gengszterhez. Komoly esélyesnek tartják az Oscar-díjra stílusát, témáját és a színészek alakítását szemlélve, kiemelve a rendező díj lehetőségét Ridley Scottnak.
Az igazi Frank Lucas, akiről a film egyik fő figuráját mintázták, úgy nyilatkozott, hogy a film 20%-ban állja meg a helyét a valóságban.

### Jelentősebb díjak és jelölések
| Díj              | Kategória                        | Jelöltek                     | Nyert-e? |
| ---------------- | -------------------------------- | ---------------------------- | -------- |
| Oscar-díj        | legjobb mellékszereplő színésznő | Ruby Dee                     |          |
| Oscar-díj        | legjobb díszlet                  | Arthur Max és Beth A. Rubino |          |
|                  |                                  |                              |          |
| Golden Globe-díj | legjobb film (dráma)             |                              |          |
| Golden Globe-díj | legjobb színész (dráma)          | Denzel Washington            |          |
| Golden Globe-díj | legjobb rendező                  | Ridley Scott                 |          |
|                  |                                  |                              |          |
| BAFTA-díj        | legjobb film                     | Brian Grazer és Ridley Scott |          |
| BAFTA-díj        | legjobb eredeti forgatókönyv     | Steven Zaillian              |          |
| BAFTA-díj        | legjobb fényképezés              | Harris Savides               |          |
| BAFTA-díj        | legjobb vágás                    | Pietro Scalia                |          |
| BAFTA-díj        | legjobb filmzene                 | Marc Streitenfeld            |          |

A film 2 díjat nyert el különböző kritikusi és szakmai szervezetektől.